# Никифорица (деревня)
Никифорица — деревня в Угличском районе Ярославской области. Входит в состав Улейминского сельского поселения.

## География
Находится в юго-западной части Ярославской области на расстоянии приблизительно 12 км на юг-юго-восток по прямой от города Углич.

## История
Деревня была отмечена ещё на карте 1798 года. В 1859 году здесь (деревня Угличского уезда Ярославской губернии) было учтено 20 дворов, в 1898 — 32.

## Население
Численность населения: 193 человека (1859 год), 5 (русские 80 %) в 2002 году, 4 в 2010.